# Chionaspis gleditsiae
Chionaspis gleditsiae är en insektsart som beskrevs av Sanders 1903. Chionaspis gleditsiae ingår i släktet Chionaspis och familjen pansarsköldlöss. Inga underarter finns listade i Catalogue of Life.